# 추월산
추월산(秋月山)은 전라남도 담양군과 전북특별자치도 순창군 걸쳐있는 산이다.
이 산은 봉우리가 보름달에 닿을락말락할 정도로 높다하여 붙여진 이름이라 하는데 일찍이 호남의 명산으로 꼽혀 온 산이다. 소나무와 기암절벽이 어울린 산세가 아름다운데다 담양호가 들어서며 호반과 어울려 한층 더 진가를 올리게 된 산이다.

## 같이 보기
- 한국의 산